# Melaleuca acutifolia
Melaleuca acutifolia är en myrtenväxtart som först beskrevs av George Bentham, och fick sitt nu gällande namn av Lyndley Alan Craven och Lepschi. Melaleuca acutifolia ingår i släktet Melaleuca och familjen myrtenväxter. Inga underarter finns listade i Catalogue of Life.